# VFR (観光)
VFR(Visiting friends and relatives)は、旅行目的や旅先の分類法の一つであり、友人や親族の訪問を目的とした旅行を指す。

## 概要
VFRの興隆についての学術的な関心は、VFR旅行がビジネス目的のものよりも遥かに大きいとするJackson, R. の独創的な論文 が1990年代中頃に出されたことによって喚起された。現に、多くの路線で、VFRは1番目か2番目に多い来訪目的である。
旅行者が来訪目的を「友人を訪ねる」「親戚に会う」など具体的に述べるとは限らず、別の目的を申告する場合もあるため集計が難しく、見落とされてきていたが、「友人や親族に会う目的が含まれている旅行」という定義が進展をもたらした。これによりでVFRを視覚的にモデル化できるようになったのである。現在では、多くの公式の統計が、旅行データを目的別に観光・ビジネス・VFRで分類している。
VFRは近距離の移動というよりもコミュニティーを超えた広域の移動としての側面が強い。VFRに伴う消費は大きい傾向があり、一部の支出項目では、VFR旅行者はそうでない旅行者よりも多く消費している。また、景気の作用を受けにくく、底堅い旅行需要であるとされる。
他方、長期滞在している外国人がVFRとして一時帰国してから再び入国してきた場合、感染症に罹患している確率は一般の旅行者よりも高いとされる。